# Wyth Burn
Der Wyth Burn ist ein Fluss im Lake District, Cumbria, England. Der Wyth Burn entsteht östlich des High Raise am Grasmere Common. Der Fluss fließt in einer nordöstlichen Richtung, bis er am Südende des Thirlmere in dieses mündet.